# Потаповская волость
Потаповская волость — низшая административно-территориальная единица (волость) в составе Княгининского уезда Нижегородской губернии Российской империи и РСФСР. Существовала до 1923 года.
Волостной центр — с. Потапово.
Ныне территория Княгининского района Нижегородской области России.

## Население
В 1890 году в волости 14 селений, в них проживали 6013 человек.

## Состав
В 1913 году в состав волости входили 20 селений (прирост по состоянию к 1890 году +6 селений):
- Бажулино
- Белка
- Большая Андреевка
- Большие Колковицы  (Большие Колоковицы)
- Воронцово  (посёлок)
- Дмитриевка
- Ивановка (Малая Ивановка)
- Картмазовка  (Картмазово)
- Малые Колковицы  (Малые Колоковицы)
- Михайловка (посёлок)
- Молебное
- Ново-Киевский  (посёлок)
- Новый  (посёлок)
- Песочное
- Петровка (посёлок)
- Покровка (посёлок)
- Потапово — волостной центр
- Спешнево
- Шахматово
- Яблонная  (Яблонка)